# Arnold Toynbee
|  | No s'ha de confondre amb Arnold Joseph Toynbee. |

Arnold Toynbee   (Londres, 23 d'agost de 1852 - Wimbledon, 9 de març de 1883) va ser un historiador de l'economia anglès molt compromès amb la millora de les condicions de vida de la classe treballadora. Era l'oncle d'Arnold Joseph Toynbee (1889-1975), historiador encara més famós, amb qui molt sovint es confon.

## Biografia
Arnold Toynbee va néixer a Londres, va estudiar economia política a Oxford on es va graduar el 1878 i on després va exercir de professor. Morí als 30 anys, (probablement l'excessiu treball intel·lectual va afectar la seva salut).

## Obra
Amb caràcter pòstum (1884) es va publicar un recull de la seva obra sota el títol de Lectures on the Industrial Revolution in England que va esdevindre un clàssic de la història econòmica a la Gran Bretanya.
Toynbee analitza les teories econòmiques d'Adam Smith, Thomas Malthus, i David Ricardo.
Critica tant els economistes abstractes, que no tenen en compte la història, com els historiadors que no presten atenció als fets econòmics.
Criticà la política del Laissez faire o de no-intervenció estatal en l'economia i analitzà els monopolis i oligopolis.
Entre altres coses Arnold Toynbee sosté que la voluntat d'acumular riquesa és un fet que s'inicia al segle xix, ja que anteriorment la societat recercava més aviat una vida ociosa i tranquil·la. També apunta al fet que les idees canvien ràpidament i posa l'exemple de com es va anar imposant a Europa el concepte d'abolicionisme de l'esclavatge.

## Activitat social
Actuà de forma decidida i activa directament entre els treballadors i va encoratjar la creació de sindicats cooperatives i biblioteques per a ells. També fomentà la formació educativa en els mateixos barris on vivia el proletariat en una època en què la divisió entre classes social tenia un gran immobilisme.